# Margherita Grandi
Margherita Grandi (10 de octubre de 1894, Harwood Island, Australia- 29 de enero de 1972, Milán, Italia) nacida Margaret Gard fue una soprano lírico-spinto australiana de carrera europea, especialmente en el Reino Unido e Italia. Prácticamente olvidada, de acuerdo a fuentes críticas británicas, como Desmond Taylor, Lord Harewood y Alan Blyth fue una de las voces más importantes de su era

## Biografía
Margaret Gard nació en Harwood Island, Nueva Gales del Sur, Australia.  creciendo en la isla de Tasmania donde cursó estudios en Hobart. En 1911 se mudó a Inglaterra para estudiar en la  Royal Academy of Music en Londres. Se perfeccionó con Mathilde Marchesi, Jean de Reszke; y luego en Paris con Emma Calvé. Debutó en París, como mezzo-soprano como Charlotte en Werther. En 1922, estrenó Amadis de Massenet en Monte Carlo.
Su carrera fundamental comenzó cuando se trasladó a Italia donde se casó con el escenografo Giovanni Grandi, padre de su única hija, Patricia, nacida en 1928. Se perfeccionó con  Giannina Russ, debutando como soprano en 1932 en el Teatro Carcano de Milán como Aida de Giuseppe Verdi. En 1934 debutó en  La Scala en la ópera Mefistofele de Boito y en Venecia, 1940 estrenó en Italia la ópera Friedenstag de Richard Strauss
Antes en 1939 cantó en Glyndebourne, su papel más famoso, la Lady Macbeth de  Macbeth (opera) de Verdi. La Segunda Guerra Mundial interrumpió su carrera y fue internada en un campo de concentración en Avellino. Su esposo la rescató y permanecieron en Bérgamo.
Finalizada la contienda regresa a Covent Garden entre 1947 y 1950 como Donna Anna en Don Giovanni, Don Carlo, Leonora en Il trovatore y Tosca y repite su éxito como Lady Macbeth en Glyndebourne y Edinburgo. En la Arena de Verona como Aida, La Gioconda en Roma junto a Ebe Stignani y Beniamino Gigli en 1946, canto también Amelia de Un ballo in maschera dirigida por Vittorio Gui en el Festival de Glyndebourne (1949)y el Requiem de Verdi con Tullio Serafin. Sus últimas actuaciones fueron en Covent Garden como Tosca en 1951.
Realizó muy pocas grabaciones, entre ellas un importante recital con arias de Verdi dirigida por Sir Thomas Beecham.
Se retiró en 1951 y su voz en Los cuentos de Hoffmann puede escucharse en la película Las zapatillas rojas de 1948 que grabó dirigida por Beecham.
Margherita Grandi murió en Milán en 1972. Nunca regresó a Australia.